# Nuclear Information and Resource Service
Il Nuclear Information and Resource Service (NIRS) è un gruppo antinuclearista fondato nel 1978 negli Stati Uniti per essere un centro di informazione e di coordinamento per cittadini e le organizzazioni preoccupati attenti ai temi dell'energia nucleare, i rifiuti radioattivi, le radiazioni e la sostenibilità energetica. L'organizzazione sostiene l'implementazione di soluzioni sicure e sostenibili come l'efficienza energetica, l'energia solare, eolica e l'auto ibrida elettrica plug-in.
Nel 2000, il NIRS decise di affiliarsi al World Information Service on Energy (WISE), trasformandosi in un'organizzazione internazionale (NIRS / WISE).
A partire dal 2007, il NIRS afferma di aver avviato «campagne di auto-organizzazione e istruzione pubblica su larga scala inerenti questioni specifiche», capaci di «portare competenza tecnica e senso strategico ai gruppi ambientalisti di base».
La rivista Nuclear Engineering International ha affermato che, senza troppe difficoltà, gestisce il miglior sito Web al mondo in tema di estrazione dell'uranio.

## Policy
Le policy approvate dal NIRS includono controlli rigorosi sullo smaltimento delle scorie nucleari, il divieto di proliferazione e uso delle armi nucleari e norme per la costruzione di nuove centrali elettriche. Il NIRS si oppone al ritrattamento inefficiente e al trasporto non sicuro delle scorie nucleari, alla creazione di depositi di scorie nucleari su larga scala come quello di Yucca Mountain.
Il NIRS, inoltre, non considera l'energia nucleare come un rimedio ai cambiamenti climatici e al paventato rischio di esaurimento o modifica della localizzazione geografica delle fonti rinnovabili.

## Media
Il 15 maggio 2007, il NIRS pubblicò un rapporto nel quale affermava che gli scarti radioattivi, il cemento, le attrezzature, l'asfalto, la plastica, il legno, i prodotti chimici e del suolo provenienti da impianti di produzione e stoccaggio delle armi nucleari statunitensi venivano conferiti nelle discariche regolari, rischiando di finire nei flussi di riciclaggio commerciali.
Un altro report del 3 agosto 2004 affermava che la Commissione di regolamentazione nucleare statunitense avrebbe potuto autorizzare lo spegnimento manuale delle centrali nucleari in caso di incendio, una pratica fino ad allora illegale.
Il 17 luglio 2007, dopo il terremoto di Niigata, si verificò la fuoriuscita di acqua dalla riserva di combustibile esaurito della centrale nucleare di Kashiwazaki-Kariwa. In tale occasione, Michael Mariotte dichiarò che «la perdita in sé non sembra ancora significativa, ma resta preoccupante il fatto che non sia stata segnalata: quando un'azienda inizia negando un problema, viene da chiedersi se non vi sia un'altra scarpa da buttare». 
Sempre Mariotte, nell'ottobre del 2010, direttore esecutivo della NIRS, dichiarò che l'industria nucleare statunitense non sarebbe rinata, per la semplice ragione che «i reattori nucleari non hanno alcun senso economico». L'economia nucleare era divenuta molto poco sostenibile per effetto della crisi economica che aveva ridotto la domanda di energia e il prezzo delle fonti concorrenti, nonché per la mancanza d una legislazione speciale sui cambiamenti climatici che il Congresso non era ancora riuscito ad approvare la legislazione.

## Sedi
Nei primi anni 2000, il NIRS unì le proprie realtà operativa a quelle del WISE, che possedeva una rete di uffici di ritrasmissione ad Amsterdam, a Parigi, in Argentina, Austria, Repubblica Ceca, India, Giappone, Russia, Slovacchia, Sudafrica, Svezia e Ucraina. Il bollettino telematico bisettimanale del WISE si unì al NIRS Nuclear Monitor in un'unica newsletter, che copriva le notizie relative ai movimenti di resistenza contro l'energia nucleare a livello mondiale e la cronaca dei fallimenti del settore. Venivano stampate anche le versioni tradotte in lingua spagnola, russa e ucraina.
Michael Mariotte (1952-2016) fu il presidente e direttore esecutivo del Servizio di informazione e risorse nucleari per 30 anni. Persuaso che le energie rinnovabili, pulite, e l'efficienza energetica avrebbero reso il nucleare obsoleto ed infine l'avrebbero sostituito, organizzò attività anti-nucleari in Europa a seguito del disastro di Černobyl' del 1986.

## Sostenitori
Il NIRS annovera tra i suoi sostenitori le seguenti celebrità:
- Ani DiFranco
- Bob Weir
- Bonnie Raitt
- Bruce Cockburn
- Dean Stockwell
- Indigo Girls
- Jackson Browne
- Mary Chapin Carpenter
- Midnight Oil
- Whoopi Goldberg

## Controversie
I critici accusano il NIRS di fomentare la paura e mettono in dubbio la competenza tecnica dei volontari nel valutare adeguatamente la sicurezza dell'energia nucleare. Diane D'Arrigo, responsabile del progetto sui rifiuti radioattivi, non elenca alcuna formazione in fisica o medicina radiologica che possa qualificarla per "competenza in materia di scorie radioattive e problemi di radiazione". Altri campi di studio citati tra le qualifiche del personale NIRS includono la biologia, l'orticoltura, la storia della scienza e la difesa. Nessun membro dello staff NIRS è accreditato con una formazione ufficiale in fisica nucleare o in ingegneria.
L'organizzazione elenca fra i propri sostenitori solamente artisti famosi e nessun personalità con una formazione scientifica ovvero con un'esperienza nella gestione del rischio operativo.
In una risposta del 2008 alle affermazioni della NIRS che appare sul sito web palmbeachpost.com, David Bradish del Nuclear Energy Institute replicò a Mary Olson, responsabile dell'area sud-occidentale, la quale aveva affermato che «la costruzione di una centrale nucleare necessita di un tale quantitativo di acqua e di energia, che occorrono 15 anni di funzionamento per compensare la sua carbon footprint», il suo impatto inquinante sulle emissioni di gas serra. Citando i dati della World Nuclear Association, Bradish rispose che «è ragionevole affermare che una centrale nucleare impiega circa un anno per compensare il consumo di energia nel corso delle altre fasi». 
In una conferenza del 2006 davanti alla Commissione delle Nazioni Unite per lo sviluppo sostenibile, la Olson dichiarò che quando il bilancio energetico tiene conto delle emissioni del ciclo di vita completo «il rilascio di biossido di carbonio (CO2) risultante dalla produzione di elettricità a partire dall'uranio è paragonabile a [quello generato] dalla combustione di gas naturale per produrre energia elettrica». Bradish commentò al riguardo di aver verificato le due fonti citate dalla Olson, senza trovare «nulla a sostegno delle affermazioni del NIRS».